# Liorhina loxosema
Liorhina loxosema är en insektsart som först beskrevs av Hermann Hacker 1926.  Liorhina loxosema ingår i släktet Liorhina och familjen spottstritar. Inga underarter finns listade i Catalogue of Life.